# Melissa Bjånesøy
Melissa Linn Berman Bjånesøy (* 18. April 1992 in Chicago, USA) ist eine in den USA geborene ehemalige norwegische Fußballspielerin, die von 2014 bis zu ihrem Karriereende 2024 für Stabæk FK spielte. Insgesamt absolvierte sie 271 Spiele in der höchsten norwegischen Liga, in denen sie 102 Tore erzielte. Bis 2015 lief sie für die Norwegische Fußballnationalmannschaft der Frauen auf, wo sie ihr Debüt am 12. Januar 2013 im Spiel gegen Südkorea gab und es insgesamt auf 21 Einsätze und vier Tore brachte.

## Werdegang
Im Jahr 2009 wechselte sie zum IL Sandviken, kam aber im ersten Jahr beim Abstieg aus der höchsten norwegischen Liga nicht zum Einsatz. Nach dem direkten Wiederaufstieg gab sie ihr Debüt am 10. April 2011 im Alter von 19 Jahren in der Toppserie. Ihr erstes Tor in der höchsten Spielklasse erzielte sie am 16. April 2011 bei der 1:3-Niederlage gegen Kolbotn IL, als sie in der 8. Spielminute zum 1:0 traf. Mit 10 Toren in der Saison 2011 half sie mit, den Abstieg von IL Sandviken aus der ersten Liga zu vermeiden.
Nach dem Abstieg 2013 gab sie ihren Wechsel zum Meister und Pokalsieger Stabæk FK zur neuen Spielzeit bekannt. Nach der Saison 2024 gab sie ihr Karriereende bekannt.

## Nationalmannschaft
Im Jahr 2010 wurde sie in das norwegische U-19-Team berufen. Mit diesem Team erreichte sie ein Jahr später das Finale der U-19-Europameisterschaft, verlor dieses jedoch 1:8 gegen Deutschland und wurde Vizeeuropameister. Mit sieben erzielten Treffern wurde sie bei diesem Turnier Torschützenkönigin. Ihr erstes A-Länderspiel-Tor erzielte Melissa Bjånesøy gleich in ihrem zweiten Länderspiel am 14. Januar 2013 beim 1:0-Sieg gegen China, wo sie in der 88. Spielminute traf.
Mit der norwegischen Nationalmannschaft nahm sie an der Fußball-Europameisterschaft der Frauen 2013 in Schweden teil und erreichte das Finale, welches mit 0:1 verloren ging. Ihren letzten internationalen Einsatz hatte sie am 29. Mai 2015 gegen Finnland.

## Erfolge
- Finalist Europameisterschaft 2013
- Vier-Nationen-Turnier-Sieger 2013
- Finalist U19-Europameisterschaft 2011